# Overthrust
Overthrust ist eine vierköpfige Death-Metal-Band aus Botswana.

## Geschichte
Gegründet wurde Overthrust im Jahr 2007 oder 2008 in der Stadt Ghanzi im afrikanischen Staat Botswana. Die Gruppe besteht aus dem Bassisten und Sänger Tshomarelo „Vulture Thrust“ Mosaka, dem Leadgitarristen Shalton „Spencer Thrust“ Monnawadikgang, dem Rhythmusgitarristen Lepololang „Godfather“ Malepa und dem Schlagzeuger Gakeitse „Suicide Torment“ Bothalentwa.
Das erste Album erschien am 8. April 2012 unter dem Titel Desecrated Deeds to Decease in Eigenproduktion.
Die Gruppe wird inzwischen von der Regierung des afrikanischen Staates unterstützt, so wie bei der Organisation des kleinen Musikfestivals Overthrust Winter Mania, welches auch als Charity-Event dient, da die Einnahmen auch der lokalen AIDS-Hilfe zugutekommt. Im Sommer des Jahres 2016 spielte die Gruppe erstmals Konzerte in Deutschland und in der Schweiz, darunter war ein Auftritt auf dem Wacken Open Air und dem Internationalen Sommerfestival in der Kulturfabrik Kampnagel in Hamburg.

Bandmitglieder beim Wacken Open Air 2016
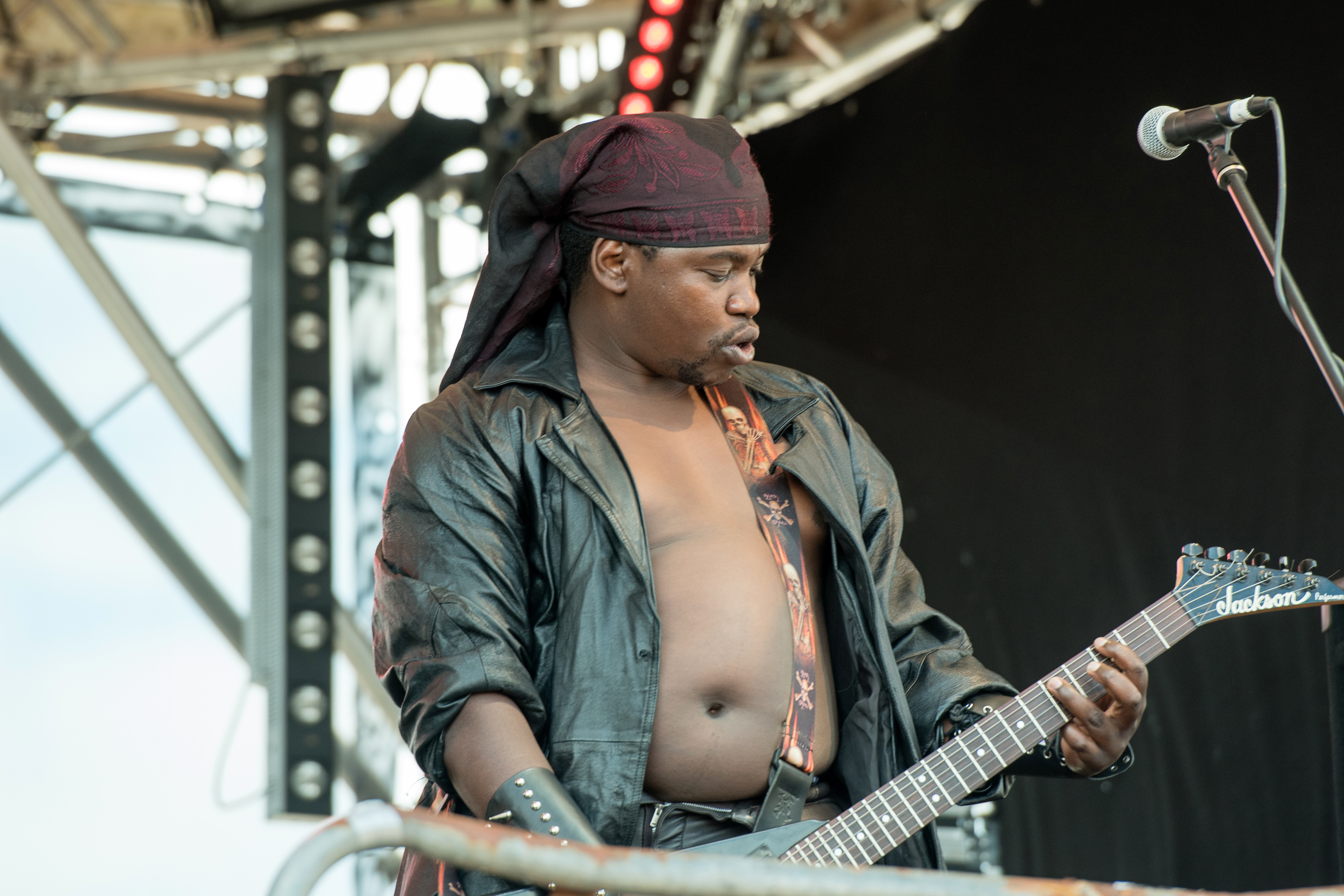
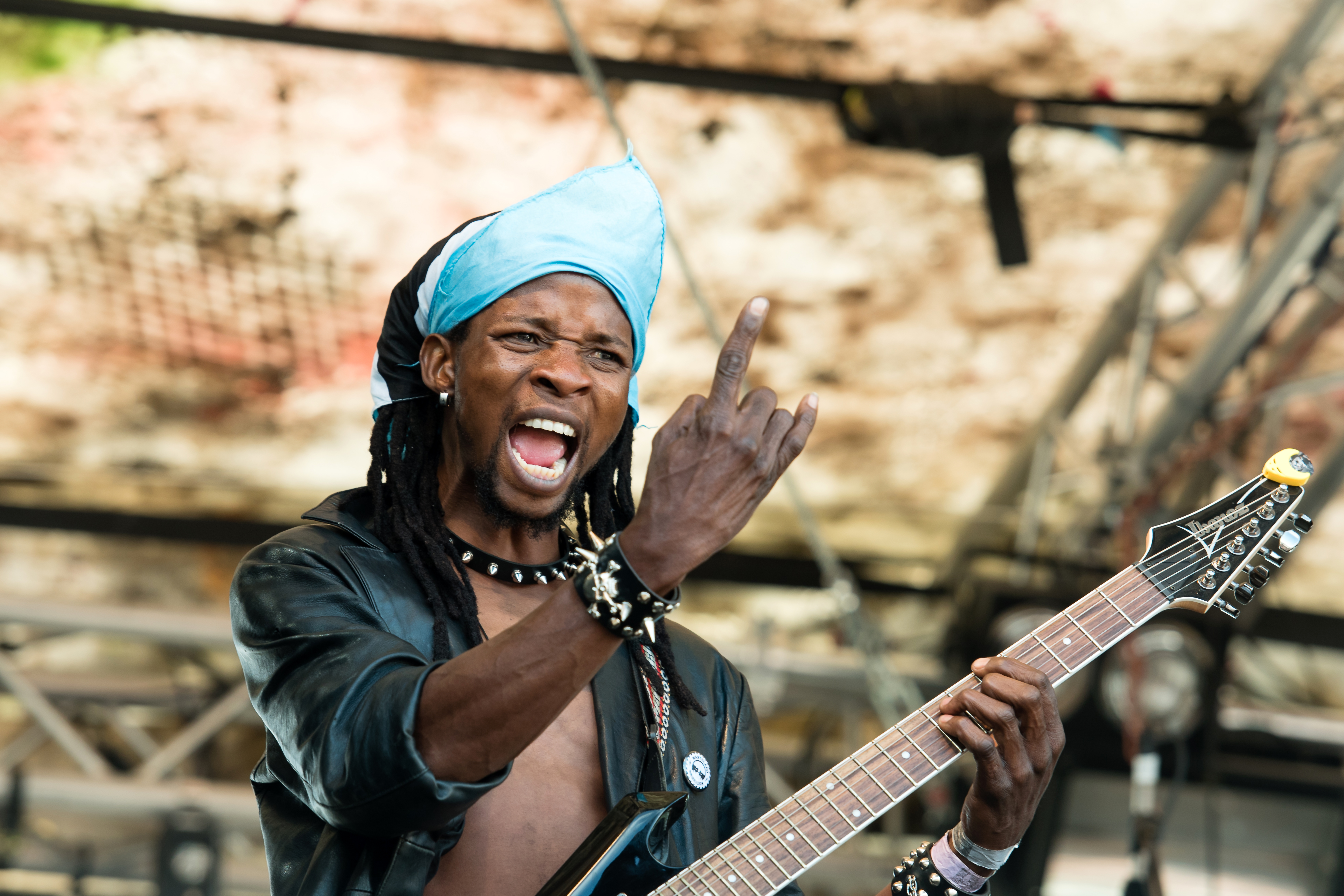
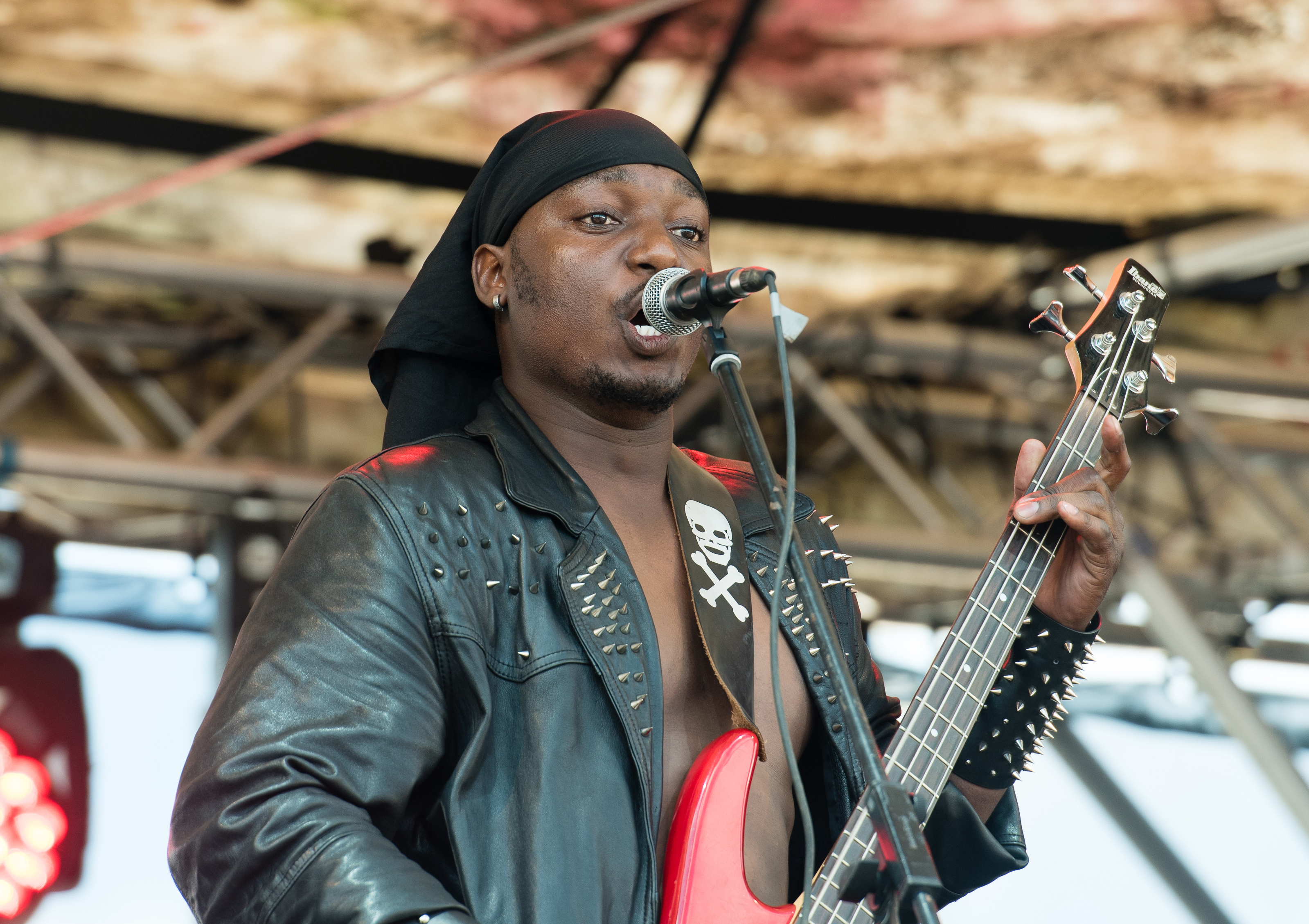

Im September und Oktober 2017 absolvieren Overthrust gemeinsam mit der Grindcore-Band Congreed ihre zweite Tournee durch Deutschland.

## Stil
Bei Konzerten tritt die Gruppe in schwarzer Lederkleidung, Nietengürtel, Cowboy-Hüten und Bandanas auf. Die Gruppe besingt in ihren Liedern Themen wie Hexerei und Geister, weswegen sie von gläubigen Menschen häufig mit Satanisten gleichgesetzt werden.

„Unser Problem sind die religiösen Leute. Manche von denen denken, Metal-Musik würde sich gegen das richten, was sie predigen. Und das nehmen sie persönlich. Und dann sagen sie, Metal-Fans wären Satanisten.“

Allerdings handeln die Texte auch von Tod, abstoßende Taten und morbide Horrorgeschichten.
Die Gruppe sagt über ihre Musik, dass sie Death Metal spielen, wie es in den Anfangsjahren gespielt wurde. Laut Vulture Thrust ist der Death Metal ein „einzigartiges, kompliziertes, furchteinflößendes und interessantes Metal-Genre“, welcher sich durch stark verzerrte Gitarren, einem rohen und dreckigen Sound, Double-Blastbeats, tiefe gutturale oder Growls in Richtung des Gothic Metal auszeichnet. Die Musiker wurden von verschiedensten Death-Metal-Bands zu der Gründung von Overthrust inspiriert, darunter Deicide, Morbid Angel, Broken Hope, Obituary, Carcass, Cannibal Corpse und Autopsy. Vergleichbar ist die Musik von Overthrust mit mehreren Bands des Florida Death Metal, wie etwa Mantas, Aggressor und Dead.
Der guttural vorgetragene Gesang erinnert an Cannibal Corpse, wobei dieser phasenweise mit Lemmy Kilmister von Motörhead vergleichbar ist. Es heißt, dass Kilmister massiv zur Entstehung der Metalszene in Botswana beigetragen habe.

## Diskografie
- 2012: Desecrated Deeds to Decease (Album, Eigenproduktion)
- 2019: Suicide Torment (Album, Indian River Music Company)
- 2024: Infected by Myth (Album, Indian River Music Company)